# Борьба на Европейских играх 2015

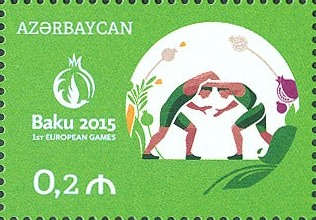
Борьба на почтовой марке Азербайджана, посвящённой Европейским играм 2015

Соревнования по борьбе на летних Европейских играх 2015 проходили с 13 по 18 июня на Арене имени Гейдара Алиева в Баку. Были разыграны 24 комплекта наград: по 8 комплектов в вольной и греко-римской борьбе у мужчин и 8 комплектов в вольной борьбе у женщин.
В соревнованиях  приняли участие 400 спортсменов (310 мужчин и 90 женщин). По общему числу медалей в борьбе первое место заняла  Россия с 19 медалями (11 золотых, 2 серебряные и 6 бронзовых), на втором месте разместились хозяева игр  Азербайджан с 15 медалями (6 золотых, 2 серебряные и 7 бронзовых), а на третьем  Турция с 10 медалями (2 золотых, 1 серебряная и 7 бронзовых).
Борьба была включена в программу игр в марте 2013 года. Исполняющий обязанности президента Международной федерации объединённых стилей борьбы (FILA) Ненад Лалович так прокомментировал подписание договора с Европейскими олимпийскими комитетами о намерении включить вольную, женскую и греко-римскую борьбу в программу первых Европейских игр 2015:
Я хочу поблагодарить Европейский олимпийский комитет за содействие во включении борьбы в первые Европейские игры в Баку. Это очень важно для нашего спорта, так как игры пройдут в стране, где к нашему спорту относятся со страстью.
Кроме того, из-за включения борьбы в программу первых Европейских игр чемпионат Европы по борьбе в 2015 году не проводился.

## Календарь
| ЦО | Церемония открытия | 2 | Финалы соревнований | ЦЗ | Церемония закрытия |

| Июнь   | Июнь   | 12 Пт | 13 Сб | 14 Вс | 15 Пн | 16 Вт | 17 Ср | 18 Чт | 19 Пт | 20 Сб | 21 Вс | 22 Пн | 23 Вт | 24 Ср | 25 Чт | 26 Пт | 27 Сб | 28 Вс | Медали |
| ------ | ------ | ----- | ----- | ----- | ----- | ----- | ----- | ----- | ----- | ----- | ----- | ----- | ----- | ----- | ----- | ----- | ----- | ----- | ------ |
| Борьба | Борьба | ЦО    | 4     | 4     | 4     | 4     | 4     | 4     |       |       |       |       |       |       |       |       |       | ЦЗ    | 18     |

## Медали

### Общий зачёт
(Жирным выделено самое большое количество медалей в своей категории; принимающая страна также выделена)
| Общее количество медалей |             |        |         |        |       |
| Место                    | Страна      | Золото | Серебро | Бронза | Всего |
| 1                        | Россия      | 11     | 2       | 5      | 18    |
| 2                        | Азербайджан | 6      | 2       | 7      | 15    |
| 3                        | Турция      | 2      | 1       | 7      | 10    |
| 4                        | Венгрия     | 2      | 1       | 0      | 3     |
| 5                        | Украина     | 1      | 4       | 3      | 8     |
| 6                        | Беларусь    | 1      | 2       | 5      | 8     |
| 7                        | Швеция      | 1      | 0       | 0      | 1     |
| 8                        | Польша      | 0      | 3       | 2      | 5     |
| 9                        | Грузия      | 0      | 2       | 3      | 5     |
| 10                       | Болгария    | 0      | 1       | 3      | 4     |
| 10                       | Германия    | 0      | 1       | 3      | 4     |
| 12                       | Молдова     | 0      | 1       | 2      | 3     |
| 13                       | Армения     | 0      | 1       | 0      | 1     |
| 13                       | Израиль     | 0      | 1       | 0      | 1     |
| 13                       | Италия      | 0      | 1       | 0      | 1     |
| 13                       | Сербия      | 0      | 1       | 0      | 1     |
| 17                       | Франция     | 0      | 0       | 2      | 2     |
| 18                       | Испания     | 0      | 0       | 1      | 1     |
| 18                       | Латвия      | 0      | 0       | 1      | 1     |
| 18                       | Норвегия    | 0      | 0       | 1      | 1     |
| 18                       | Словакия    | 0      | 0       | 1      | 1     |
| 18                       | Хорватия    | 0      | 0       | 1      | 1     |
| 18                       | Эстония     | 0      | 0       | 1      | 1     |
| -                        | Всего       | 24     | 24      | 48     | 96    |

### Медалисты

#### Греко-римская борьба
| Категория | Золото                       | Серебро                    | Бронза                       |
| --------- | ---------------------------- | -------------------------- | ---------------------------- |
| до 59 кг  | Степан Маранян Россия        | Сослан Дауров Беларусь     | Эльман Мухтаров Азербайджан  |
| до 59 кг  | Степан Маранян Россия        | Сослан Дауров Беларусь     | Тарик Бельманди Франция      |
| до 66 кг  | Артём Сурков Россия          | Мигран Арутюнян Армения    | Гасан Алиев Азербайджан      |
| до 66 кг  | Артём Сурков Россия          | Мигран Арутюнян Армения    | Иштван Леваи Словакия        |
| до 71 кг  | Расул Чунаев Азербайджан     | Балинт Корпаши Венгрия     | Доминик Этлингер Хорватия    |
| до 71 кг  | Расул Чунаев Азербайджан     | Балинт Корпаши Венгрия     | Франк Штеблер Германия       |
| до 75 кг  | Эльвин Мурсалиев Азербайджан | Виктор Немеш Сербия        | Чингиз Лабазанов Россия      |
| до 75 кг  | Эльвин Мурсалиев Азербайджан | Виктор Немеш Сербия        | Дмитрий Пышков Украина       |
| до 80 кг  | Евгений Салеев Россия        | Рафиг Гусейнов Азербайджан | Даниэль Александров Болгария |
| до 80 кг  | Евгений Салеев Россия        | Рафиг Гусейнов Азербайджан | Виктор Сосуновский Беларусь  |
| до 85 кг  | Давит Чакветадзе Россия      | Жан Беленюк Украина        | Рамзин Ацицзир Германия      |
| до 85 кг  | Давит Чакветадзе Россия      | Жан Беленюк Украина        | Метехан Башар Турция         |
| до 98 кг  | Ислам Магомедов Россия       | Дмитрий Тимченко Украина   | Мелонен Нумонви Франция      |
| до 98 кг  | Ислам Магомедов Россия       | Дмитрий Тимченко Украина   | Дженк Ильдем Турция          |
| до 130 кг | Рыза Каяалп Турция           | Сабах Шариати Азербайджан  | Хейки Наби Эстония           |
| до 130 кг | Рыза Каяалп Турция           | Сабах Шариати Азербайджан  | Иосиф Чугошвили Беларусь     |

#### Вольная борьба (мужчины)
| Категория | Золото                            | Серебро                     | Бронза                                                    |
| --------- | --------------------------------- | --------------------------- | --------------------------------------------------------- |
| до 57 кг  | Виктор Лебедев Россия             | Марсель Эвальд Германия     | Александру Киртоакэ Молдова Сезер Акгюль Турция           |
| до 61 кг  | Александр Богомоев Россия         | Бека Ломтадзе Грузия        | Хаджи Алиев Азербайджан Василий Шуптар Украина            |
| до 65 кг  | Тогрул Аскеров Азербайджан        | Франк Чамисо Маркес Италия  | Мустафа Кая Турция Ильяс Бекбулатов Россия                |
| до 70 кг  | Магомедрасул Газимагомедов Россия | Магомедмурад Гаджиев Польша | Якуп Гёр Турция Руслан Дибиргаджиев Азербайджан           |
| до 74 кг  | Аниуар Гедуев Россия              | Сонер Демирташ Турция       | Джумбер Квелашвили Грузия Джабраил Гасанов Азербайджан    |
| до 86 кг  | Абдулрашид Садулаев Россия        | Пётр Янулов Молдова         | Радуслав Марцинкевич Польша Сандро Аминашвили Грузия      |
| до 97 кг  | Хетаг Газюмов Азербайджан         | Элизбар Одикадзе Грузия     | Валерий Андрейцев Украина Абдусалам Гадисов Россия        |
| до 125 кг | Таха Акгюль Турция                | Алексей Шемаров Беларусь    | Гено Петриашвили Грузия Джамаладдин Магомедов Азербайджан |

#### Вольная борьба (женщины)
| Категория | Золото                     | Серебро                   | Бронза                                                |
| --------- | -------------------------- | ------------------------- | ----------------------------------------------------- |
| до 48 кг  | Мария Стадник Азербайджан  | Елица Янкова Болгария     | Ивона Матковска Польша Валентина Исламова-Брик Россия |
| до 53 кг  | Анжела Дороган Азербайджан | Роксана Засина Польша     | Мерве Кенгер Турция Надежда Алешкевич-Шушко Беларусь  |
| до 55 кг  | София Маттссон Швеция      | Катаржина Кравчик Польша  | Эвелина Николова Болгария Наталья Синишин Азербайджан |
| до 58 кг  | Эмеше Барка Венгрия        | Татьяна Лавренчук Украина | Элиф Жале Ешильырмак Турция Грейс Буллен Норвегия     |
| до 60 кг  | Марианна Шаштин Венгрия    | Светлана Липатова Россия  | Вероника Иванова Беларусь Тайбе Юсеин Болгария        |
| до 63 кг  | Валерия Лазинская Россия   | Юлия Ткач Украина         | Мария Мамашук Беларусь Анастасия Григорьева Латвия    |
| до 69 кг  | Алина Стадник Украина      | Илана Кратыш Израиль      | Наталья Воробьёва Россия Алине Фокен Германия         |
| до 75 кг  | Василиса Марзалюк Беларусь | Екатерина Букина Россия   | Майдер Унда Испания Светлана Саенко Молдова           |

## Спортивные объекты
| Спортивная арена имени Гейдара Алиева |
| ------------------------------------- |
| Вид снаружи                           |
| Вместимость: 8 000                    |